# Logan Marshall-Green
Logan Marshall-Green (Charleston, Carolina del Sur; 1 de noviembre de 1976) es un actor de televisión y cine, escritor y director estadounidense. Es más conocido por su papel de Trey Atwood en la serie de televisión The O.C, y por interpretar a Charlie Holloway en la película de ciencia ficción de Ridley Scott, Prometheus.

## Biografía
Fue criado por su madre, Lowry Marshall. Siempre mostró ser una persona muy interesada en una gran variedad de materias, como lo fue la escritura en la Universidad de Tennessee, en donde escribió en el periódico escolar, llamado "The Beacon". Además, fue un apasionado de la música y la actuación, convirtiéndose posteriormente esta última en su carrera profesional.

## Carrera
En 2001 obtuvo su primer papel, trabajando en la serie Band of Brothers, en la cual interpretó a un alemán capturado. En televisión también trabajó para el policial Law & Order: Special Victims Unit, Law & Order y encarnó a Richard Heller en 24.
En el año 2005, caracterizó a Trey Atwood en el proyecto de Wonderland Sound and Vision The O.C.; tuvo el papel de Tyler Fog en la serie de aventura Traveler junto a Matt Bomer y Aaron Stanford; y fue uno de los protagonistas de Dark Blue, donde interpretó a Dean Bendis.
En el 2004, trabajó en el corto de Claudia Myers The Kindness of Strangers. Un año más tarde debutó en la pantalla grande junto a Tom Cavanagh y Sarah Chalke en Alchemy.
Tuvo asimismo el papel del teniente Paul Colvin en The Great Raid, e integró los elencos de Across the Universe y de Brooklyn's Finest, película protagonizada por Richard Gere.
En el año 2008 participó en el telefilme Blue Blood, dirigido por Brett Ratner.
En 2010 actuó en la película Devil, un thriller sobrenatural dirigido por John Erick Dowdle, donde interpretó a un mecánico que es culpable del asesinato de una mujer y su hijo.
En 2017 interpretó al villano Shocker en Spider-Man: Homecoming, película incluida dentro del Universo Cinematográfico de Marvel.
En 2018 protagonizó la película de ciencia ficción Upgrade, dirigida por Leigh Whannell.

## Filmografía
| Cine       | Cine                                     | Cine                         |
| Año        | Título                                   | Rol                          |
| ---------- | ---------------------------------------- | ---------------------------- |
| 2004       | The Kindness of Strangers (Cortometraje) | Ray                          |
| 2005       | Alchemy                                  | Martin                       |
| 2005       | The Great Raid                           | Teniente Paul Colvin         |
| 2007       | Across the Universe                      | Paco                         |
| 2009       | Brooklyn's Finest                        | Melvin Panton                |
| 2010       | Devil                                    | Anthony "Tony" Janekowski    |
| 2012       | Prometheus                               | Holloway                     |
| 2013       | As I Lay Dying                           | Jewel                        |
| 2013       | Cold Comes the Night                     | Billy                        |
| 2014       | Black Dog, Red Dog                       | Stephen                      |
| 2014       | Madame Bovary                            | The Marquis                  |
| 2015       | The invitation                           | Will                         |
| 2017       | Spider-Man: Homecoming                   | Jackson Brice                |
| 2017       | Sand Castle                              | Sargeanto Harper             |
| 2018       | Upgrade                                  | Grey Trace                   |
| 2021       | How It Ends                              | Nate                         |
| 2021       | Intrusion                                | Henry Parsons                |
| 2022       | Redeeming Love                           | Paul                         |
| 2022       | The Listener                             | Michael                      |
| 2022       | Lou                                      | Philip                       |
| 2023       | Bucky F*cking Dent                       | Ted                          |
| 2024       | Carry-On                                 | Agente Alcott                |
| 2024       | Killing Casto                            | TBA                          |
| Televisión |                                          |                              |
| Año        | Título                                   | Rol                          |
| 2001       | Band of Brothers                         | Alemán capturado             |
| 2003       | Law & Order: Special Victims Unit        | Mitch Wilkens / Max Van Horn |
| 2004       | Law & Order                              | Kyle Mellors                 |
| 2005       | 24                                       | Richard Heller               |
| 2005       | The O.C.                                 | Trey Atwood                  |
| 2007       | Traveler                                 | Tyler Fog                    |
| 2009-2010  | Dark Blue                                | Dean Bendis                  |
| 2016       | Quarry                                   | Quarry                       |
| 2017       | Damnation                                | Creeley Turner               |
| 2019       | When They See Us                         | Roberts                      |
| 2020       | Shadowplay                               | Moritz McLaughlin            |
| 2021       | Big Sky                                  | Travis Stone                 |

## Premios
- Golden Joystick Award [Winner] (2019) Mejor intérprete como David Smith en Telling Lies